# Kitsune-men
 (août 2025).
Le kitsune-men (狐面, « Masque de renard ») est une forme de masque japonais utilisé dans le théâtre nô ou dans les rituels shintoïstes de kagura, ainsi que sous forme de déguisement folklorique à porter dans les festivals traditionnels (祭, matsuri), organisés dans les sanctuaires, en particulier les sanctuaires Inari.

## Présentation
Il s’agit d’un masque représentant un renard, fabriqué en bois ou en papier, avec des variantes selon les régions et les usages. Dans la culture japonaise, le renard (狐, kitsune) est considéré comme le messager (神使, shinshi) de la divinité Inari, le masque est notamment utilisé dans les danses rituelles du kagura liées à la fertilité. Dans ce cadre, il existe par exemple une « danse du renard » (狐の舞, kitsune no mai) où apparaissent un couple de renard. La renarde symbolise le travail de la terre, tandis que le renard sème les graines ; ensuite, la divinité Inari est représentée en train de récolter le riz.
Dans le théâtre kyōgen, le masque de renard est utilisé dans certaines pièces, comme Tsurigitsune (釣り狐) (jp) (« Le renard à la ligne »).
Dans le théâtre Nō, le masque de renard sert à représenter un esprit-renard sous le nom de « yakan », et il est utilisé dans des pièces comme Sesshōseki et Kojin, où apparaissent des renards. Le nom du rôle du renard dans Sesshōseki est d’ailleurs défini comme un yakan no rei (野干の精, « l'esprit du yakan »).

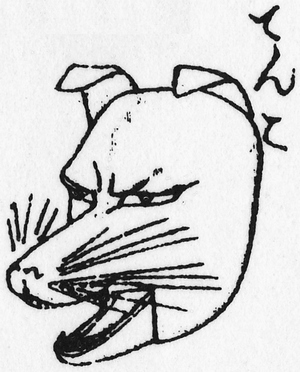
« Hokusai manga » – Tenko (vers 1819, époque Bunsei 2).
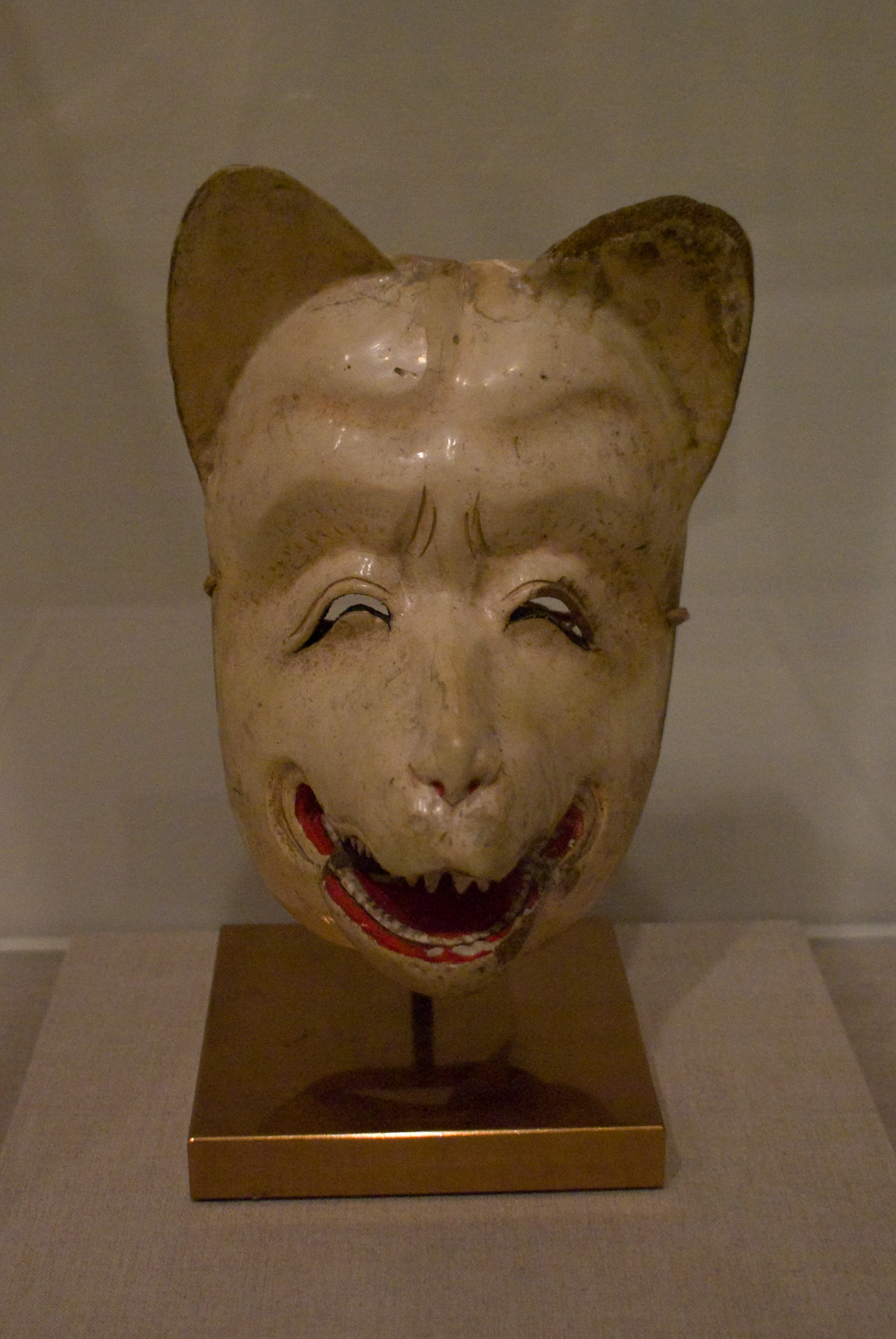
Vers 1725.
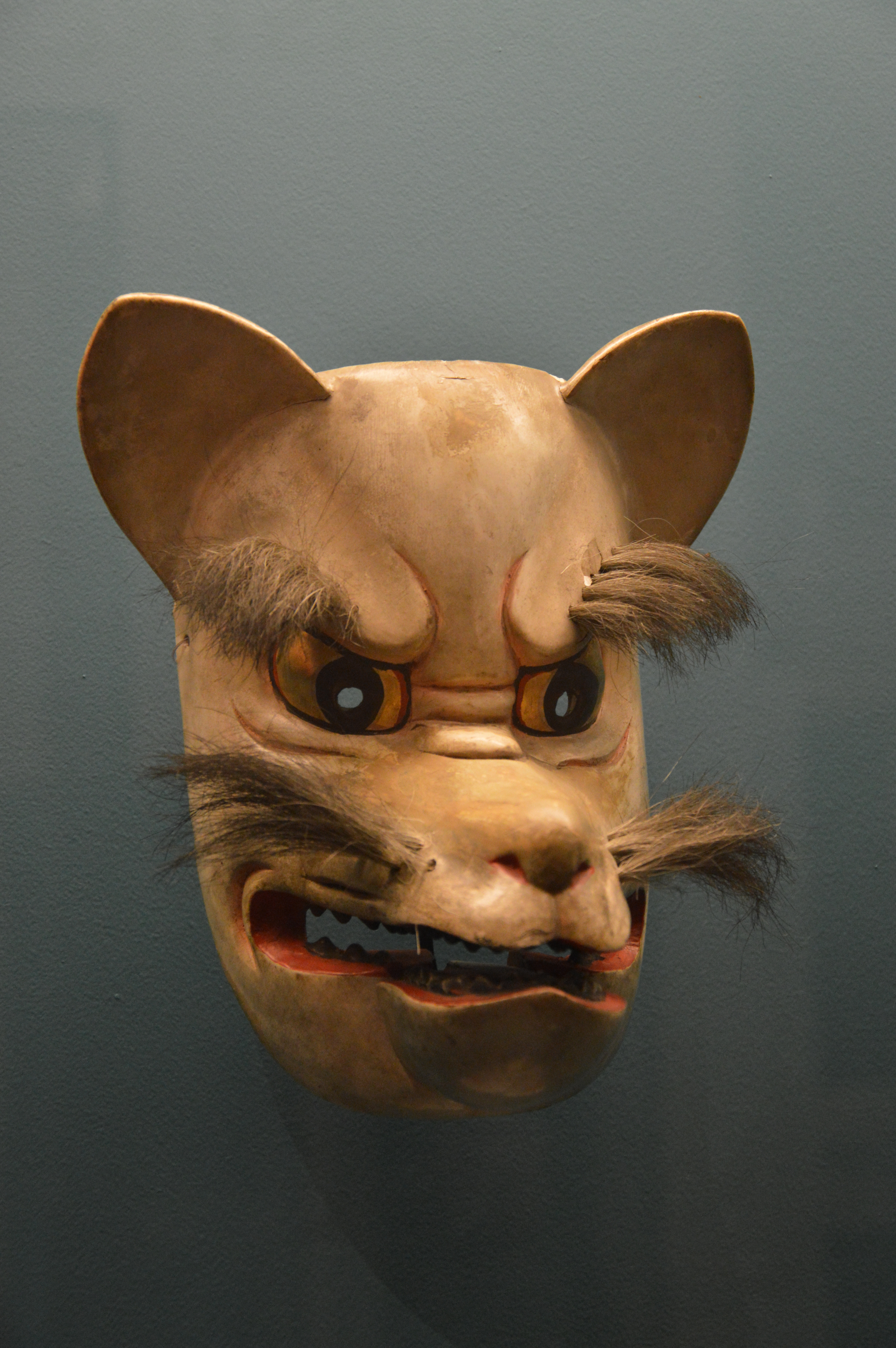
XIXe siècle.
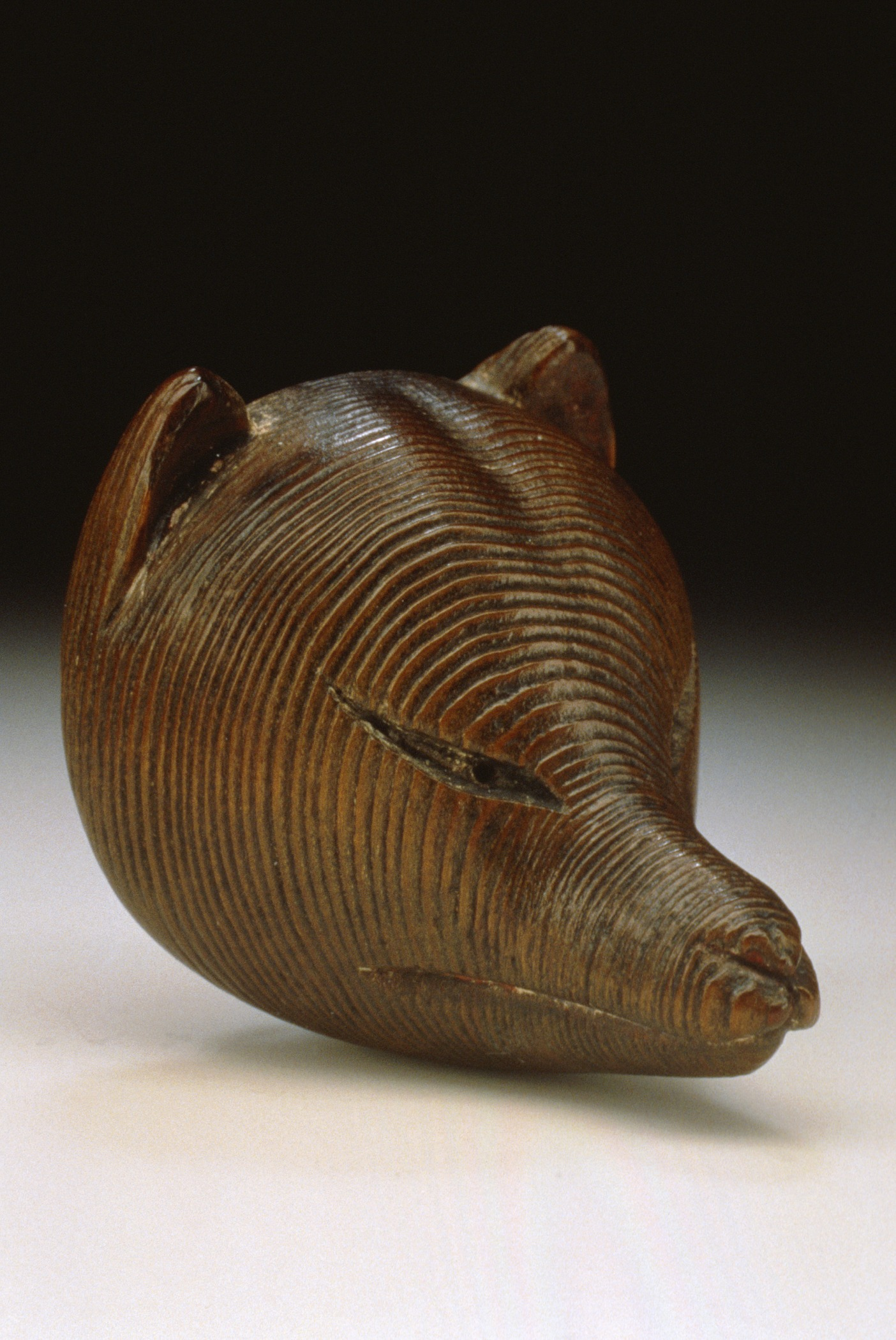
XIXe siècle.
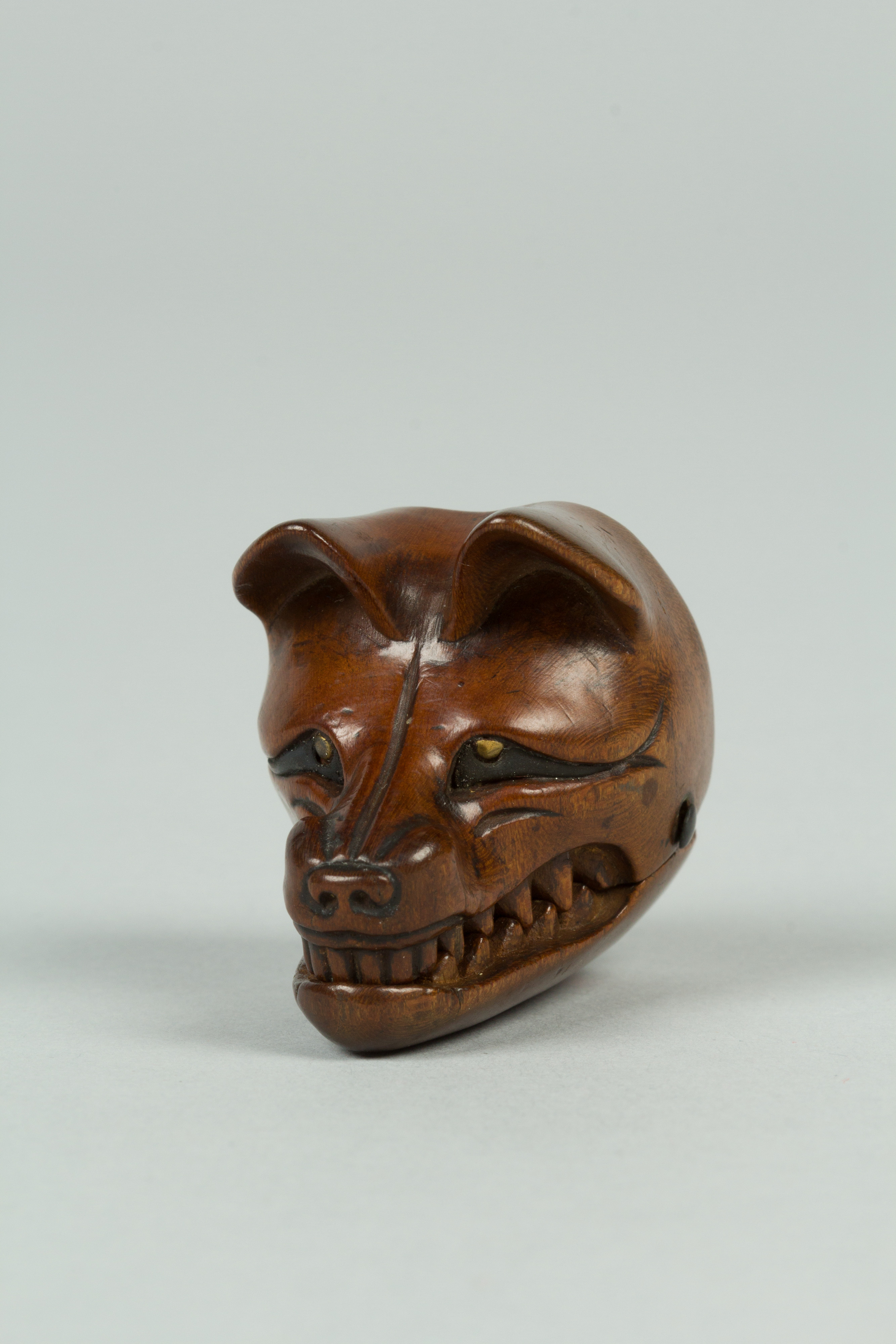
Netsuke en forme de masque (XIXe siècle).

## Festivals et rituels utilisant le masque de renard

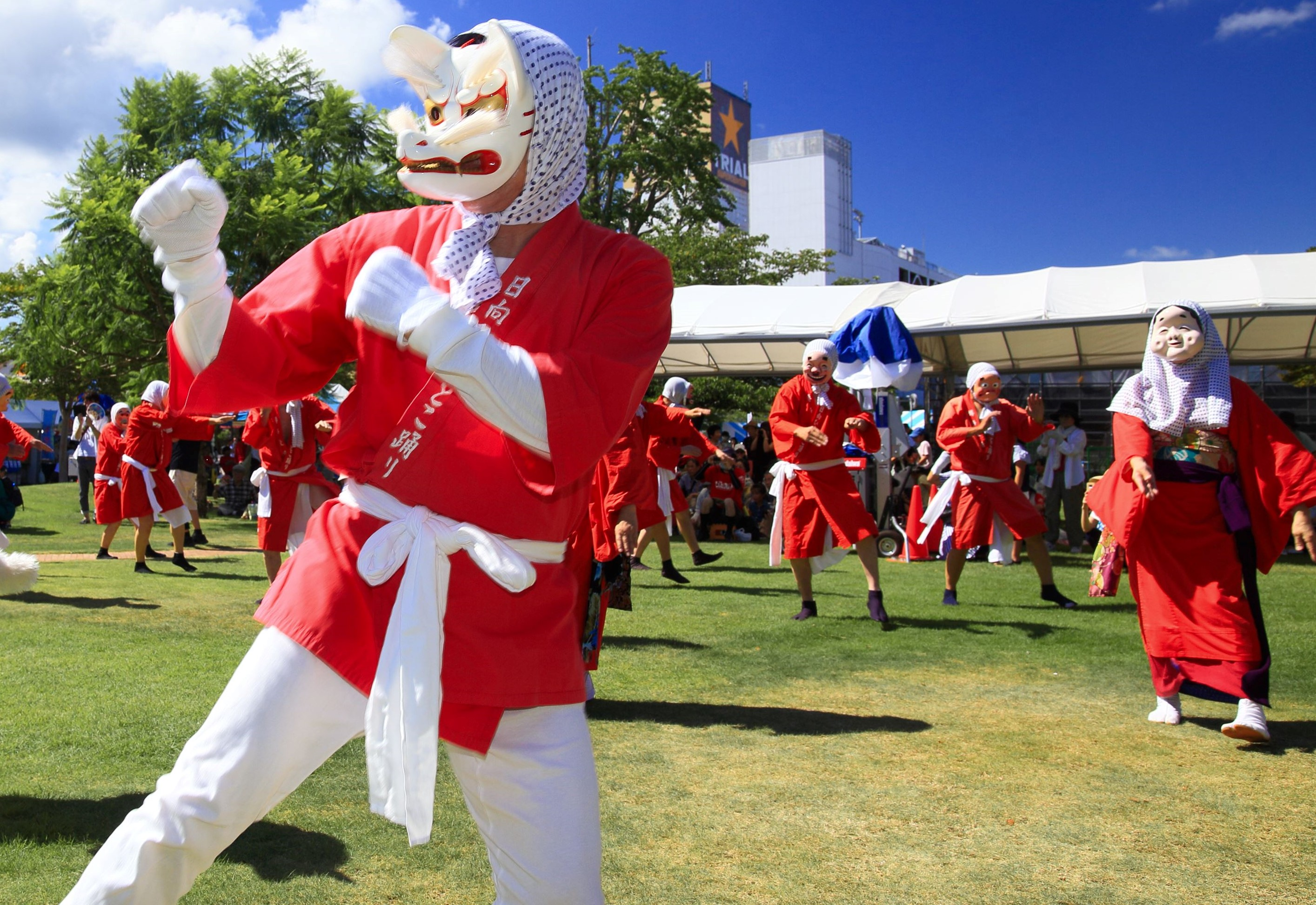
Festival hyottoko de Hyūga, préfecture de Miyazaki.

Le masque de renard est employé lors de danses rituelles du kagura, du sato-kagura (kagura local) ou encore dans les spectacles de rue où figurent des représentations liées à Inari. On le retrouve aussi dans des pièces de troupes locales inspirées de la mythologie, du nō, du kyōgen ou du kabuki. Depuis l’époque Heisei, certains festivals proposent également des événements où les participants portent massivement le masque de renard.
Grand kagura (太々神楽, daidai-kagura) — Nogimachi (préfecture de Tochigi), sanctuaire Nogi
Des renards mâle (天狐, tenko) et femelle (白狐, byakko) portent chacun un masque de renard dans une danse dédiée à la prospérité des récoltes.
Festival de Kawagoe — Kawagoe, sanctuaire Hikawa
Dans les danses accompagnant la musique traditionnelle (ohayashi), un rôle appelé « tenko » (renard céleste) porte un masque de renard.
Bitchû kagura — préfecture d’Okayama
Le masque de renard apparaît notamment dans la pièce Tamamo-mae.
Iwami kagura — préfecture de Shimane et préfecture de Hiroshima
Utilisé dans des pièces comme Kurozuka, inspirée du nō, qui combine les thèmes de Kurozuka et de Sesshōseki (« la pierre tueuse »).
La procession des renards — sanctuaire Ôji Inari, Kita (Tokyo)
Chaque 31 décembre, des personnes grimées ou masquées en renard se rassemblent au sanctuaire Shōzoku Inari, puis défilent en procession jusqu’au sanctuaire Ôji Inari. Cet événement, organisé depuis 1993, s’inspire d’une légende locale selon laquelle, à chaque veille du Nouvel An, les renards de toute la région de Kantō se retrouvaient sous l’« arbre aux costumes » (装束榎, shōzoku enoki) pour revêtir leurs habits avant de se rendre en pèlerinage à Ôji Inari.
Le mariage du renard — préfecture de Kyoto
Une femme portant un masque de renard, déguisée en mariée, défile en pousse-pousse accompagnée d’une procession aux lanternes. L’événement se déroule du portail du Chion-in jusqu’au Kōdai-ji. La tradition veut qu’une femme célibataire jouant la mariée soit promise à une bonne union, tandis qu’une femme mariée y trouve le bonheur conjugal. (Festival « Kypto Higashiyama Hanatōro »)
Danse du renard (狐舞, kitsune-mai) — Taitō, Tokyo
Pratiquée autrefois à Yoshiwara durant l’époque d’Edo lors du Nouvel An et de la fête de Setsubun. Des danseurs masqués, tenant des bâtons rituels (御幣, gohei) et des clochettes, exécutaient une danse d’exorcisme proche de la danse du lion. Cette tradition ayant disparu, elle a été reconstituée à partir de représentations en ukiyo-e et de rares sources écrites par des bénévoles à l’époque Heisei.